# Oscar Efraín Tamez Villarreal
Oscar Efraín Tamez Villarreal (Allende, Nuevo León, 4 de septiembre de 1973) es un obispo católico mexicano que se ha desempeñado como obispo auxiliar en la Arquidiócesis de Monterrey y desde septiembre de 2021 fue nombrado por el papa Francisco como V obispo de la Diócesis de Ciudad Victoria.